# Rockstar (пісня)
«Rockstar» (в перекладі з англ. — «Рок-зірка») — пісня американського білого репера Post Malone, видана 15 вересня 2017 року в якості першого синглу з його майбутнього студійного альбому Beerbongs & Bentleys звукозаписними лейблами Republic за участю 21 Savage. Продюсери Tank God і Louis Bell. Автори пісні Post Malone, 21 Savage, Louis Bell і Olufunmibi Awoshiley. Пісня очолила хіт-паради багатьох країн, включаючи США, Велику Британію та інші.

## Історія
Пісня досягла першого місця в американському хіт-параді Billboard Hot 100, ставши для Post Malone і 21 Savage їх першим чарттоппером. Сингл дебютував на позиції № 2 позаду хіта «Bodak Yellow» співачки Cardi B і поставив рекорд по стримінгу в один тиждень на Apple Music з більш ніж 25 млн стримів, ставши для Post Malone його третім хітом в top-20, слідом за першими двома, «White Iverson» і «Congratulations». Пробувши позаду «Bodak Yellow» три тижні на другому місці сингл вийшов на перше місце основного чарту США. 25 листопада 2017 року сингл «Rockstar» перебував 5 тижнів на позиції № 1 в Hot 100. В Австралії сингл очолив ARIA Singles Chart на 7 тижнів. У Великій Британії пісня дебютувала на позиції № 2 позаду хіта «Too Good at Goodbyes» співака Сема Сміта і пізніше очолила британський чарт.

## Чарти
| Чарт (2017)                               | Вища позиція |
| ----------------------------------------- | ------------ |
| Австралія (ARIA)                          | 1            |
| Australian Urban (ARIA)                   | 1            |
| Австрія (Ö3 Austria Top 75)               | 1            |
| Бельгія (Ultratop Flanders)               | 5            |
| Бельгія (Ultratop Wallonia)               | 26           |
| Канада (Canadian Hot 100)                 | 1            |
| Чехія (Singles Digitál Top 100)           | 1            |
| Данія (Tracklisten)                       | 1            |
| Фінляндія (Suomen virallinen lista)       | 1            |
| Франція (SNEP)                            | 8            |
| Німеччина (Official German Charts)        | 2            |
| Угорщина (Single Top 40)                  | 11           |
| Угорщина (Stream Top 40)                  | 1            |
| Ireland (IRMA)                            | 1            |
| Italy (FIMI)                              | 2            |
| Lebanon (Lebanese Top 20)                 | 9            |
| Малайзія (RIM)                            | 11           |
| Нідерланди (Dutch Top 40)                 | 4            |
| Нідерланди (Mega Single Top 100)          | 2            |
| Нова Зеландія (RIANZ)                     | 1            |
| Норвегія (VG-lista)                       | 1            |
| Philippines (Philippine Hot 100)          | 43           |
| Португалія (AFP)                          | 1            |
| Шотландія (Official Charts Company)       | 10           |
| Словаччина (Singles Digitál Top 100)      | 1            |
| Spain (PROMUSICAE)                        | 23           |
| Швеція (Sverigetopplistan)                | 1            |
| Швейцарія (Media Control AG)              | 2            |
| Велика Британія (Official Charts Company) | 1            |
| США (Billboard Hot 100)                   | 1            |
| США (Hot R&B/Hip-Hop Songs) (Billboard)   | 1            |
| США (Mainstream Top 40) (Billboard)       | 17           |
| США (Rhythmic) (Billboard)                | 1            |

## Сертифікації
| Регіон | Сертифікація | Продаж    |
| --- | ------------ | --------- |
| Австралія (ARIA) | 5× Platinum  | 350 000^  |
| Австрія (IFPI Austria) | Gold         | 15 000*   |
| Бельгія (BEA) | 2× Platinum  | 60 000*   |
| Бразилія (ABPD) | Diamond      | 160,000*  |
| Канада (Music Canada) | 9× Platinum  | 720 000^  |
| Данія (IFPI Denmark) | Platinum     | 90,000^   |
| Франція (SNEP) | Diamond      | 400 000*  |
| Німеччина (BVMI) | 3× Gold      | 600 000^  |
| Італія (FIMI) | 3× Platinum  | 90 000    |
| Мексика (AMPROFON) | 2× Platinum  | 120,000   |
| Нова Зеландія (RMNZ) | 2× Platinum  | 30 000*   |
| Норвегія (IFPI Norway) | 4× Platinum  | 40 000*   |
| Portugal (AFP) | 2× Platinum  | 20,000    |
| Іспанія (PROMUSICAE) | Platinum     | 40 000^   |
| Швеція (GLF) | 7× Platinum  | 280 000^  |
| Велика Британія (BPI) | 2× Platinum  | 1 200 000 |
| США (RIAA) | 7× Platinum  | 7 000 000 |
| *дані про продажі засновані тільки на сертифікації^дані про партії засновані тільки на сертифікаціїпродажу+стримінг, засновані тільки на сертифікації |              |           |